# Departamento de Metán
El departamento de Metán es un departamento ubicado en la provincia de Salta, Argentina.

## Superficie y límites
El departamento tiene una superficie de 5.235 km² y limita al norte con los departamentos de General Güemes y de Anta, al oeste con el de Anta, al sur con la provincia de Santiago del Estero y el departamento de Rosario de la Frontera, y al este con los departamentos de Guachipas, La Viña y Capital.

## Historia
El departamento fue creado durante la gobernación de Manuel Solá (1859-1860) con territorios cedidos por el departamento de Rosario de la Frontera.

## Localidades
- San José de Metán
- El Galpón
- Río Piedras
- Lumbreras
- Metán Viejo
- San José de la Orquera
- Presa El Tunal

- Los Rosales (Metán)

## Parajes
- Alto del Mistol
- Bajo Grande
- Esteco
- Juramento
- Las Juntas
- Ovejería
- Punta de Agua
- Ricardo Schneidewind
- Yatasto
- El Naranjo
- Paraje del Juramento

## Demografía
Según el INDEC durante el censo argentino de 2010 la población del departamento fue de 40.351habitantes.
Para el censo 2022 el departamento registró 48.245 habitantes. Esto representó un aumento en la cantidad de personas del 19,6%.
|           | 1869  | 1895    | 1914    | 1947     | 1960    | 1970    | 1980    | 1991    | 2001    | 2010   | 2022   |
| Población | 4.146 | 6.401   | 8.133   | 18.472   | 24.134  | 27.013  | 30.866  | 34.284  | 39.006  | 40.351 | 48.245 |
| Variación | -     | +54,38% | +27,05% | +127,12% | +30,65% | +11,92% | +14,26% | +11,07% | +13,77% | + 3,4% | +19,6  |

Fuente: Instituto Nacional de Estadísticas y Censos, INDEC

## Sismicidad
La sismicidad del área de Salta es frecuente y de intensidad baja, y un silencio sísmico de terremotos medios a graves cada 40 años